# الحمري (خنفر)

تعديل مصدري - تعديل

الحمري هي إحدى قرى (أبين) ، بلغ تعداد سكانها 57824 نسمة حسب تعداد اليمن لعام 2013.